# منشار يدوي

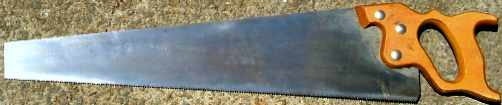
منشار الشق العرضي

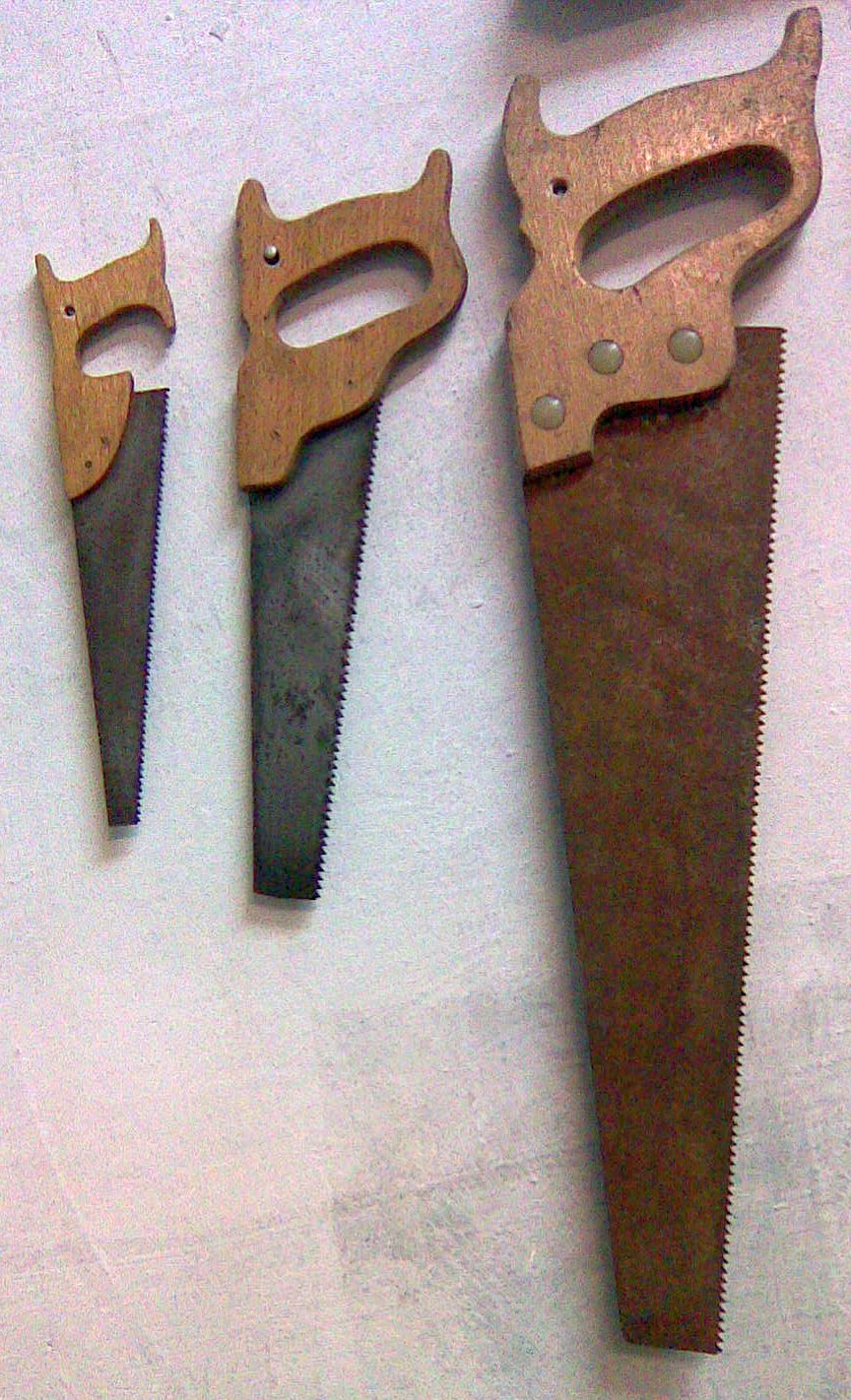
أحجام مختلفة من المناشير اليدوية.

في سياق المشغولات الخشبية والنجارة، تُستخدم المناشير اليدوية، المعروفة أيضًا بـ«مناشير اللوحات»، أو «المناشير السمكية»، في تقطيع قطع الخشب لأحجام مختلفة. وعادةً ما يتم هذا من أجل وصل القطع ببعضها وصنع جسمٍ خشبي. ويعمل عادةً من خلال سلسلة من النقاط الحادة تصنع من مادة أقوى من الخشب الذي يتم قطعه. والمنشار اليدوي يشبه منشار اللسان إلى حدٍ ما، ولكنه بحافةٍ واحدة مسطحة وحادة.
والمناشير اليدوية متواجدة منذ آلاف السنين. توجد كتابات هيروغليفية مصرية تُصور النجارين القدماء وهم ينشرون الألواح لقطع.
وتم العثور على المناشير القوسية في اليابان. وأنماط القطع على الألواح
القديمة قد يُلاحَظ عليها علامات باقية من أثار تقطيع فريدة.
باستخدام شفرة المناشير، وخاصةً إذا كان الخشب غير «مصقول» بطريقةٍ ما. أما بالنسبة لحفظ المناشير اليدوية، فيوجد 24 منشارًا باقيين من إنجلترا في القرن الثامن عشر.
،
وقد اختلفت مواد شفرات المنشار على مر العصور. ففي الغالب
كانت المناشير تصنع من البرونز حتى أصبحت تكنولوجيا صناعة الصلب معروفة على نطاقٍ واسع في غضون السنوات الألف الماضية أو نحو ذلك.
وأحيانًا طورت الحضارات نوعين رئيسيين من أسنان المنشار: أسنان منشار الـ«شق العرضي»، وأسنان منشار «الشق». ووصف أحدهم هيكل الشجرة بأنه مثل
مئات الآلاف من القشات مجمعة معًا. وبأخذ هذا في الحسبان
يستطيع الإنسان أن يتصور الآلية المختلفة اللازمة لفصل القشات
طوليًا بدلاً من قطع القشات عرضيًا. وبالتالي، فلـمنشار الشق العرضي أسنان منشار، والتي هي غالبًا بـمِبرد حديدي، تكون عادةً مُشَكلة على هيئة سلسلة من الحواف الحادة على شكل السكاكين.وتُقَطَع الخلايا الخشبية (القشات) عندما تحتك بالحافة القاطعة للسِنة. وعلى الجانب الآخر، يكون منشار الشق عادةً على شكل سلسة من الحواف الصغيرة المشابهة للإزميل. وعندما تحتك خلايا الخشب (نهايات القشات) بالإزميل «تتمزق» من الخلايا الأخرى.
يمكن بالطبع استخدام أي منشار في كلتا الحالتين، حتى أن تاج فريد (Tage Frid) قال
إنه يعتقد أن مناشير القطع أفضل للقطع العرضي.
كما تأثر تطور المناشير بعدة عوامل. كان أولها أهمية الخشب للمجتمع، وأيضًا تطور الصلب وتقنيات صنع المناشير الأخرى، ونوع الطاقة المتوفرة. وهذه العوامل بدورها، تأثرت بالبيئة، مثل: أنواع الفلزات المتوفرة، وأنواع الأشجار القريبة، وأنواع الخشب في تلك الأشجار. وأخيرًا، كان لنوع العمل الذي توجب على تلك المناشير
تأديته دورًا هامًا في تطور هذه التكنولوجيا.
ويمكن أيضًا أن تعتبر المناشير «قاطعة بالسحب» أو «قاطعة بالدفع». ويقال إن المناشير في
مصر القديمة كانت قاطعة بالسحب. أما مناشير أوروبا الحديثة (وهؤلاء المتواجدون في الحضارات المشتقة من أوروبا مثل الولايات المتحدة) فتكون عادةً مناشير «قاطعة بالدفع». والمناشير اليابانية عادةَ ما تكون قاطعة بالسحب، ومازالت تستخدم حتى اليوم. وللعديد من العاملين في صناعة الأخشاب نظريات مختلفة حول مزايا وعيوب القطع بالسحب مقارنةً بالقطع بالدفع.
وعند الباسكيون والأستراليون، أنشأ نشر الأخشاب اليدوي التقليدي رياضة ريفية. وتُسمى تلك الرياضة في الباسكية بـالترونتزالاريتا.

## وصلات خارجية
- كيف تشحذ نصل المنشار مقالة حول كيفية سن المشار اليدوي بنفسك